# Magtel de Laat
Magtel de Laat (Reusel) is een Nederlands (musical)actrice en zangeres.

## Biografie
De Laat werd geboren in Reusel in Noord-Brabant. Ze rondde in 2021 haar studie aan Fontys Hogeschool af. In 2023 deed ze mee aan het televisieprogramma Op zoek naar ... waarin werd gezocht naar de nieuwe cast van de musical Grease. Ze eindigde op de tweede plaats in het programma en kreeg daarmee niet de rol van Sandy. Kort na haar deelname aan Op zoek naar ... werd De Laat gecast in de musical Jesus Christ Superstar. In januari 2024 ging de musical met daarin De Laat als Maria Magdalena in première. Voor haar rol in Jesus Christ Superstar werd De Laat genomineerd voor een Musical Award in de categorie 'Beste aanstormend talent'. Ze speelde in 2025 in de musical Het geluk van Limburg. In april 2025 werd De Laat gecast in de musical We Will Rock You, gebaseerd op de band Queen.
Naast haar musicalcarrière was De Laat leadzangeres van de coverband DRIVEN.

## Theater
| Jaar | Titel                        | Rol              | Producent                           |
| ---- | ---------------------------- | ---------------- | ----------------------------------- |
| 2023 | Het was zondag in het Zuiden | Brigitte Beckers | Toneelgroep Maastricht              |
| 2024 | Jesus Christ Superstar       | Maria Magdalena  | Albert Verlinde                     |
| 2025 | Het Geluk van Limburg        | Barbara Vincken  | Toneelgroep Limburg & Servé Hermans |
| 2026 | We Will Rock You             | Scaramouche      | Albert Verlinde                     |

## Televisie
| Jaar | Titel             | Omroep/Zender | Opmerkingen                |
| ---- | ----------------- | ------------- | -------------------------- |
| 2023 | Op zoek naar ...  | AVROTROS      | Behaalde de tweede plaats  |
| 2025 | Ranking the Stars | RTL 4         | Te zien als prijsuitreiker |
| 2025 | Stars on Stage    | RTL 4         | Gastperformer              |

## Privéleven
Magtel woont samen met haar vriend Stef Mourits.